# Hüyüklü, Mardin
Hüyüklü là một xã thuộc huyện Mardin, tỉnh Mardin, Thổ Nhĩ Kỳ. Dân số thời điểm năm 2010 là 337 người.